# 路傍の石

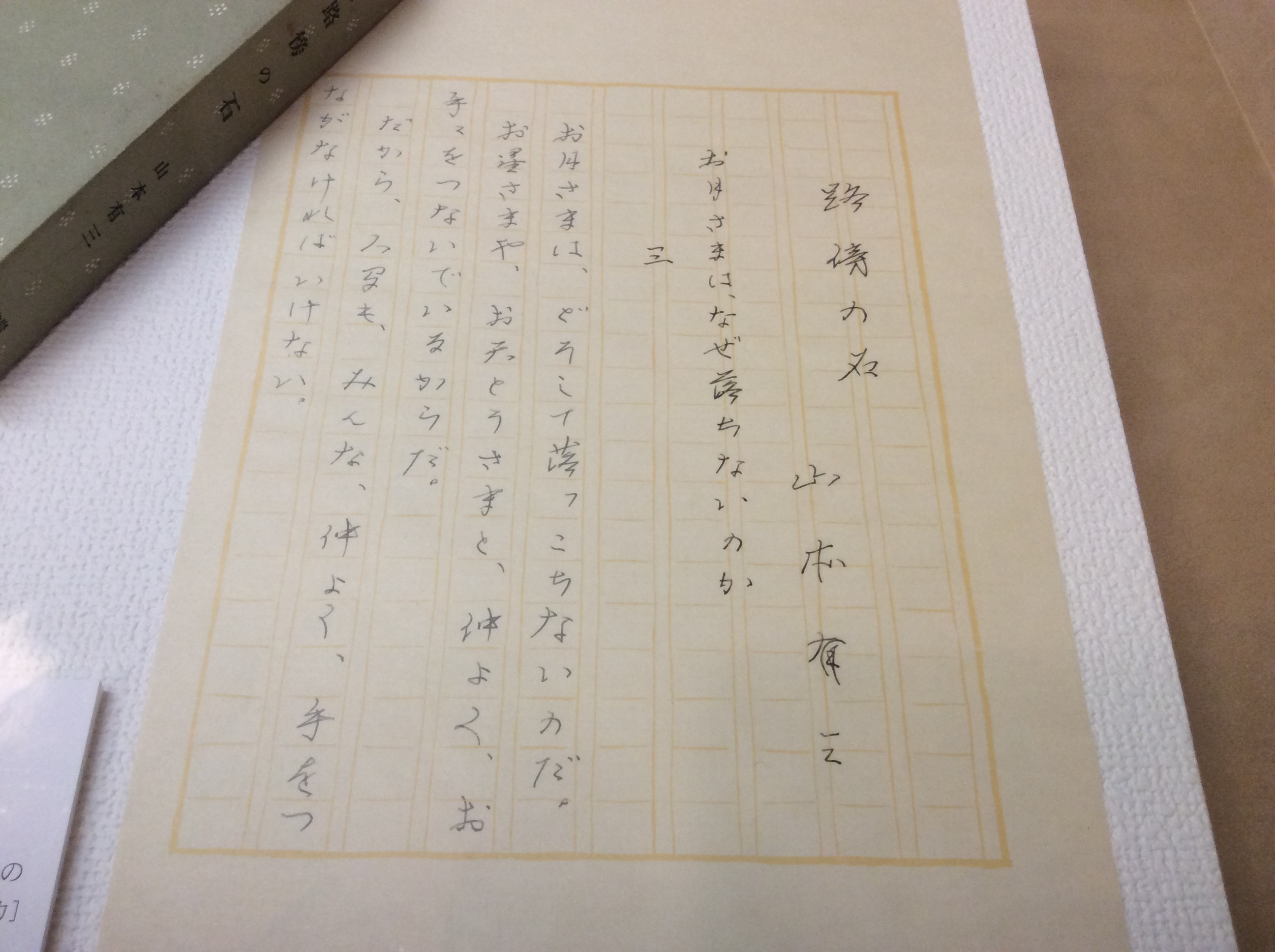
三鷹市山本有三記念館に展示されている『路傍の石』原稿。断筆した新篇「お月さまは、なぜ落ちないのか」の章の冒頭。

『路傍の石』（ろぼうのいし）は、山本有三の代表的な小説である。1937年に『大阪朝日新聞』・『東京朝日新聞』にて連載、のちそれを改稿したものが翌1938年に『主婦之友』にて『新篇路傍の石』として連載された。しかし、当時の時代背景の影響（検閲など）もあり、1940年に山本は断筆を決意、最終的には未完に終わった。
東京帝國大学でドイツ語を専攻した山本は、当時ドイツで流行した教養小説の影響を受けてこの作品を書いたとされる。大正期の社会主義と個人主義の対立を背景に据えていることも、重要なポイントである。
吾一の生き方は、山本自身の生い立ちと重なる部分も多いが、本人はそれを否定しており、実際、細部において山本の生き方とは異なる。
近年では、いわゆる機能不全家族（アダルトチルドレン）との関連で、一部で再び評価されつつある。
戦前、戦後を含め4回に亘り映画化された。

## 初出と構成
- 路傍の石 - 『朝日新聞』1937年1月1日 - 6月18日（第一部・完）
- 新篇路傍の石 - 『主婦之友』1938年11月 - 1940年7月（中絶）
  - 同誌1940年8月号に、中絶を判断した事情を山本自ら記した「ペンを折る」を掲載。

新聞連載版は新たな下宿先の娘およねとの恋、その兄との出会い、父との再会などが続き、最終的に吾一が自身で出版事業を始め、それを軌道に乗せるところまで描いて「第一部」が終了した。連載当時の現代（昭和10年代）を舞台にした「第二部」の執筆を告知したものの、連載再開に至らなかった。
『新篇』は新聞連載版を改稿し、物語を最初から仕切り直したものであるが、前述の事情もあり「お月さまは、なぜ落ちないのか」の章で断筆、第一部の終了にも至らず未完に終わった。
現在刊行されている『路傍の石』は、作者曰く最もきりが良いとの理由で「次野先生」の章までで終わっているものが多い。後述の新潮文庫は『新篇』の方を中絶部分までと「ペンを折る」、さらに新聞連載版の続きに当たる章を「付録」として第一部最後まで収録しているが、登場人物の名前や地名など、『新篇』で変えられた固有名詞はそのままになっている。

## あらすじ
時は明治時代の中期。尋常小学校6年生の愛川吾一は成績優秀で級長を勤めていた。ある年の正月、子ども仲間の遊びで「度胸自慢」をしあっていた吾一は「勉強ばかりの点取り虫」と見下げられた悔しさに「機関車が走ってる鉄橋にぶら下がって耐えたことがある」と、出来もしない出まかせを言ってしまう。仲間からはやし立てられ「実行」を迫られた吾一は自棄になって本当に鉄橋にぶら下り、鉄道職員に激しく叱責される。事件を受けた担任の教師・次野は吾一を𠮟責した上で、「『吾一』というのはね、我はひとりなり、我はこの世にひとりしかいないという意味だ。たった一度しかない人生をほんとうに生かさなかったら、人間、生まれてきたかいがないじゃないか」と教え諭すのだった。
折しも街には旧制中学校が新設された。成績優秀な吾一は進学を夢見ていたが、彼の家では没落士族の父・庄吾がろくに働きもせずに家を空け、東京に滞在して山林の所有権をめぐる裁判や自由民権運動に入れあげていた。留守宅では母・おれんが封筒貼りや仕立物の内職でようやく生計を立てている状態であり、経済的な事情から吾一の進学は難しかった。近所の書店・いなば屋の主人で慶應義塾出身の黒川安吉はそんな吾一を見かねて学費援助を申し出るが、おれんと安吉の関係を疑い、士族としてのプライドに固執する庄吾はその申し出をはね付ける。そして吾一には「人の世話になってはいけない。新井白石という人は河村瑞賢からの婿養子の話を断り、大学者になったのだ」と、一方的に説教するのだった。
結局、小学校を卒業した吾一は進学をあきらめ、父親の借金のカタとして街一番の呉服商・伊勢屋に丁稚奉公に出される。主人や番頭と対面するなり、「吾一」の名前が読みにくいからと「五助」に改名させられた吾一は、主人の機嫌を損ねて辛く当たられ、先輩にいじめられ、辛い奉公生活をおくる。伊勢屋の息子は元同級生で劣等生の秋太郎、娘は吾一の初恋の人・おきぬだったが、今では彼を見下げてやはり辛く当たるのだった。劣等生だが金の力で中学校に進学した秋太郎の登下校を、吾一はうらめしげに眺める。そんな中、母・おれんが生活苦の中、心臓発作で急死。母を失ったが、故郷へのしがらみが無くなった彼は東京にいるという父を頼り、伊勢屋から逃亡。上京して父が住むという本郷区根津（朝日新聞連載時は谷中）の下宿屋を訪ねるが、そこで待っていたのは更なる試練だった。根津の下宿屋に父はおらず、吾一は女主人に言葉巧みに丸めこまれて留め置かれた挙句、「小僧」の立場で雑用係としてこき使われる。そのあげく「人質」としての価値が無くなったと判断され、下宿屋を追い出されてしまう。途方にくれていたところで「おともらい稼ぎ」の老婆に拾われるが、その手伝いをしていた矢先に「文選（活字拾い職人）見習い募集」の張り紙を見つける。紆余曲折ありながらも吾一は「印刷工」として、念願の文字を扱う仕事につき、再会した次野先生の尽力で夜学に通う道も開け、苦労しながらも一人前の文選工として成長していく。

## 登場人物
『』内の名前は朝日新聞連載時のもの。
- 愛川吾一

主人公。
- 愛川庄吾
- 愛川おれん
- 京造
- 福野秋太郎
- おきぬ（福野きぬ）『おぬい』
- 次野立夫
- 黒川安吉
- 志田すみえ
- 志田かよ子
- 黒田『熊方』
- おとむらいのおきよ

### 「次野先生」以降（新聞連載時の第一部終了まで含む）
- およね
- 得次
- 大明堂（「新編」では文明堂）主人
- 支配人
- 藤本
- 新論社社長

## 出版
- 『路傍の石』（新潮社「新潮文庫」,1980年,ISBN 4101060096）など

## 映画

### 1938年版
1938年公開。日活製作。モノクロ、スタンダードサイズ、Western Electric Sound System、この作品は文部省推薦映画の第1号に指定されており、キネマ旬報ベストテンでは1938年度の第2位に入っている。「第一部」と「第二部」という構成。検閲認証番号:A200。

#### キャスト
- 愛川吾一：片山明彦
- 愛川庄吾：山本礼三郎
- おれん：滝花久子
- 稲葉屋黒子泰吉：井染四郎
- おせい：吉田一子
- 久美田住江：沢村貞子
- 久美田加津子：松平富美子
- 伊勢屋主人喜兵衛：吉井莞象
- 番頭忠助：見明凡太郎
- お糸：三井智恵子
- 染物屋京屋：上代勇吉
- 仕立屋河銀：井上敏正
- 梅原一郎：潮万太郎
- 福谷麻太郎：三島鉄男
- おぬい：星美千子
- 栗村鏡造：須田大三
- 山田咲二：飛田喜佐雄
- 次野立夫：小杉勇
- 熊方信義：江川宇礼雄

#### スタッフ
- 監督：田坂具隆
- 脚色：荒牧芳郎
- 改編：高重屋四郎
- 考証：森永健次郎
- 撮影：伊佐山三郎、碧川道夫、永塚一栄
- 助監督：小西達三郎、蕪木淳
- 助撮影：瀧花唫一、峯茂純
- 装置：松山崇
- 照明：久保田行一
- 録音：平林龍雄、米津次男
- 音楽：中川栄三
- 編輯：相良久

### 1955年版
1955年公開。松竹大船製作・配給。

#### キャスト
- 愛川吾一：坂東亀三郎
- 愛川庄吾：伊藤雄之助
- 愛川れん：山田五十鈴
- 次野先生：菅佐原英一
- 黒川安吉：須賀不二夫
- 福野秋太郎：野村勝幸
- 福野喜平：北龍二
- 福野しん：水上令子
- 福野きぬ：渡辺れい子
- 志田すみ江：沢村貞子
- 志田かよ子：小園蓉子
- 黒田：大木実
- 伊藤：永井達郎
- きよ：三好栄子
- 忠助：多々良純
- 野村老人：小林十九二

#### スタッフ
- 監督：原研吉
- 脚本：池田忠雄
- 音楽：加藤光男

### 1960年版
1960年5月15日公開。製作は東京映画、配給は東宝。併映は「エラブの海」「オランウータンの知恵」（双方とも記録映画）。

#### キャスト
- 愛川吾一：太田博之
- 愛川おれん：原節子
- 愛川庄吾：森繁久彌
- いなば屋の安吉：滝田裕介
- 安吉の母：滝花久子
- 次野先生：三橋達也
- 伊勢屋喜平：織田政雄
- 秋太郎：清水義之
- おきぬ：桜井紀美子
- 秋太郎、おきぬの母：菅井きん
- 番頭忠助：山茶花究

#### スタッフ
- 監督：久松静児
- 脚色：新藤兼人
- 音楽：斎藤一郎

### 1964年版
1964年6月14日公開。製作は東映。併映は「おふくろ」と、「狼少年ケン・月夜の出来事」（TVブローアップ版）。
吾一役の池田秀一は、1年前に放送されたテレビドラマ版でも吾一を演じ、またアニメ版では次野先生を演じる。

#### キャスト
- 吾一：池田秀一
- おれん：淡島千景
- 庄吾：佐藤慶
- 京造：住田知仁（現・風間杜夫）
- 作次：吉田守
- 秋太郎：江沢一
- きぬ：萩原宣子（現・水原まき）
- 次野先生：中村嘉葎雄
- 喜平：杉義一
- おかみさん：星美智子
- 忠助：織田政雄
- 順吉：織本順吉
- おとき：清川虹子

#### スタッフ
- 監督・脚色：家城巳代治
- 音楽：木下忠司

## テレビドラマ
2度にわたってNHK総合テレビでドラマ化された。

### 1963年版
東映版公開1年前の1963年6月16日に『こども劇場』で放送。出演者は東映版にも主演する池田秀一や、万代峰子、富田浩太郎 ほか。

### 1966年版
1966年に連続ドラマとして放送された。放送時間は毎週火曜18:00 - 18:25。

#### キャスト
- 愛川吾一：花森常雄
- 吾一の母：阪口美奈子
- 次野先生：椎原邦彦
- 黒川安吉：志摩晶
- 秋太郎：河内広和
- 妹 おきぬ：服部妙子
- 京造：加藤英嗣
- 作次：加藤文敏
- 松吉：木村博亘
- おみよ：久保田恵美子
- 伊勢屋の番頭：鬼頭昭夫
- 冨田浩太郎
- 名古屋放送児童劇団
- 並木グループ
- 語り手：大場晴男

- 脚色:牧野不二夫
- 音楽:熊谷賢一
- 演出:鈴木孝昌

| NHK総合テレビ こども劇場          | NHK総合テレビ こども劇場          | NHK総合テレビ こども劇場 |
| 前番組                            | 番組名                            | 次番組                   |
| --------------------------------- | --------------------------------- | ------------------------ |
| アルタミーラの洞穴                | 路傍の石 （テレビドラマ1963年版） | おかあさんと鉄棒         |
| NHK総合テレビ 火曜18:00 - 18:25枠 |                                   |                          |
| 次郎物語                          | 路傍の石 （テレビドラマ1966年版） | 一直線                   |

## テレビアニメ
1986年、日本テレビの「青春アニメ全集」の枠でアニメ化された。前編「中学志望」、後編「つらい日々」の2話からなる。声の出演は鳥海勝美（愛川吾一）、池田秀一（次野先生）、宗形智子（愛川れん）、小磯勝弥（秋太郎）ら。